# Bryoptera subpallida
Bryoptera subpallida är en fjärilsart som beskrevs av William Schaus 1901. Bryoptera subpallida ingår i släktet Bryoptera och familjen mätare. Inga underarter finns listade i Catalogue of Life.